# Dodoni (gemeente)
Dodoni (Grieks: Δωδώνη) is sedert 2011 een fusiegemeente (dimos) in de Griekse bestuurlijke regio (periferia) Epirus.
De vier deelgemeenten (dimotiki enotita) van de fusiegemeente zijn:
- Agios Dimitrios of Agios Dimitrios Ioanninon (Άγιος Δημήτριος of Άγιος Δημήτριος Ιωαννίνων)
- Dodoni (Δωδώνη)
- Lakka Souliou (Λάκκα Σουλίου)
- Selles (Σέλλες)